# Lista planetelor minore/181401–181500
Aceasta este Lista planetelor minore/181401–181500; pentru a naviga prin lista completă vezi Lista planetelor minore.
Pentru ale detalii vezi și Proiect:Astronomie sau Portal:Astronomie.
| Nume              | Denumire provizorie | Data descoperirii  | Locul descoperirii  | Descoperitor(i)        |
| ----------------- | ------------------- | ------------------ | ------------------- | ---------------------- |
| 181401 -          | 2006 SF117          | 24 septembrie 2006 | Kitt Peak           | Spacewatch             |
| 181402 -          | 2006 SR118          | 24 septembrie 2006 | Junk Bond⁠(d)        | D. Healy⁠(d)            |
| 181403 -          | 2006 SW121          | 19 septembrie 2006 | Catalina            | CSS                    |
| 181404 -          | 2006 SD124          | 19 septembrie 2006 | Catalina            | CSS                    |
| 181405 -          | 2006 SK126          | 21 septembrie 2006 | Anderson Mesa       | LONEOS                 |
| 181406 -          | 2006 SO132          | 16 septembrie 2006 | Catalina            | CSS                    |
| 181407 -          | 2006 SQ133          | 17 septembrie 2006 | Catalina            | CSS                    |
| 181408 -          | 2006 SK138          | 20 septembrie 2006 | Anderson Mesa       | LONEOS                 |
| 181409 -          | 2006 SD141          | 25 septembrie 2006 | Anderson Mesa       | LONEOS                 |
| 181410 -          | 2006 SE162          | 24 septembrie 2006 | Anderson Mesa       | LONEOS                 |
| 181411 -          | 2006 SY170          | 25 septembrie 2006 | Kitt Peak           | Spacewatch             |
| 181412 -          | 2006 SO173          | 25 septembrie 2006 | Socorro             | LINEAR                 |
| 181413 -          | 2006 SY179          | 25 septembrie 2006 | Kitt Peak           | Spacewatch             |
| 181414 -          | 2006 SX186          | 25 septembrie 2006 | Mount Lemmon        | Mount Lemmon Survey⁠(d) |
| 181415 -          | 2006 SA193          | 26 septembrie 2006 | Mount Lemmon        | Mount Lemmon Survey    |
| 181416 -          | 2006 SL210          | 26 septembrie 2006 | Mount Lemmon        | Mount Lemmon Survey    |
| 181417 -          | 2006 SO214          | 27 septembrie 2006 | Mount Lemmon        | Mount Lemmon Survey    |
| 181418 -          | 2006 SJ216          | 27 septembrie 2006 | Kitt Peak           | Spacewatch             |
| 181419 -          | 2006 SN218          | 28 septembrie 2006 | OAM⁠(d)              | OAM⁠(d)                 |
| 181420 -          | 2006 SK258          | 26 septembrie 2006 | Kitt Peak           | Spacewatch             |
| 181421 -          | 2006 SM262          | 26 septembrie 2006 | Mount Lemmon        | Mount Lemmon Survey⁠(d) |
| 181422 -          | 2006 SQ272          | 27 septembrie 2006 | Kitt Peak           | Spacewatch             |
| 181423 -          | 2006 SF274          | 27 septembrie 2006 | Kitt Peak           | Spacewatch             |
| 181424 -          | 2006 SM276          | 28 septembrie 2006 | Socorro             | LINEAR                 |
| 181425 -          | 2006 SF279          | 28 septembrie 2006 | Goodricke-Pigott⁠(d) | R. A. Tucker⁠(d)        |
| 181426 -          | 2006 SP281          | 17 septembrie 2006 | Catalina            | CSS                    |
| 181427 -          | 2006 SW281          | 19 septembrie 2006 | Catalina            | CSS                    |
| 181428 -          | 2006 SG289          | 26 septembrie 2006 | Catalina            | CSS                    |
| 181429 -          | 2006 SO315          | 27 septembrie 2006 | Kitt Peak           | Spacewatch             |
| 181430 -          | 2006 SV320          | 27 septembrie 2006 | Kitt Peak           | Spacewatch             |
| 181431 -          | 2006 SA321          | 27 septembrie 2006 | Kitt Peak           | Spacewatch             |
| 181432 -          | 2006 SX327          | 27 septembrie 2006 | Kitt Peak           | Spacewatch             |
| 181433 -          | 2006 SZ335          | 28 septembrie 2006 | Kitt Peak           | Spacewatch             |
| 181434 -          | 2006 SC344          | 28 septembrie 2006 | Kitt Peak           | Spacewatch             |
| 181435 -          | 2006 SD347          | 28 septembrie 2006 | Kitt Peak           | Spacewatch             |
| 181436 -          | 2006 SM348          | 28 septembrie 2006 | Kitt Peak           | Spacewatch             |
| 181437 -          | 2006 SB349          | 28 septembrie 2006 | Kitt Peak           | Spacewatch             |
| 181438 -          | 2006 SY350          | 30 septembrie 2006 | Catalina            | CSS                    |
| 181439 -          | 2006 SW359          | 30 septembrie 2006 | Catalina            | CSS                    |
| 181440 -          | 2006 SN380          | 27 septembrie 2006 | Apache Point        | A. C. Becker⁠(d)        |
| 181441 -          | 2006 SV381          | 28 septembrie 2006 | Apache Point        | A. C. Becker           |
| 181442 -          | 2006 SX391          | 19 septembrie 2006 | Catalina            | CSS                    |
| 181443 -          | 2006 SJ393          | 28 septembrie 2006 | Mount Lemmon        | Mount Lemmon Survey⁠(d) |
| 181444 -          | 2006 TB14           | 10 octombrie 2006  | Palomar             | NEAT                   |
| 181445 -          | 2006 TT15           | 11 octombrie 2006  | Kitt Peak           | Spacewatch             |
| 181446 -          | 2006 TY18           | 11 octombrie 2006  | Kitt Peak           | Spacewatch             |
| 181447 -          | 2006 TD19           | 11 octombrie 2006  | Kitt Peak           | Spacewatch             |
| 181448 -          | 2006 TQ19           | 11 octombrie 2006  | Kitt Peak           | Spacewatch             |
| 181449 -          | 2006 TC20           | 11 octombrie 2006  | Kitt Peak           | Spacewatch             |
| 181450 -          | 2006 TF21           | 11 octombrie 2006  | Kitt Peak           | Spacewatch             |
| 181451 -          | 2006 TD23           | 11 octombrie 2006  | Kitt Peak           | Spacewatch             |
| 181452 -          | 2006 TJ23           | 11 octombrie 2006  | Kitt Peak           | Spacewatch             |
| 181453 -          | 2006 TY25           | 12 octombrie 2006  | Kitt Peak           | Spacewatch             |
| 181454 -          | 2006 TK35           | 12 octombrie 2006  | Kitt Peak           | Spacewatch             |
| 181455 -          | 2006 TL35           | 12 octombrie 2006  | Kitt Peak           | Spacewatch             |
| 181456 -          | 2006 TG36           | 12 octombrie 2006  | Kitt Peak           | Spacewatch             |
| 181457 -          | 2006 TD42           | 12 octombrie 2006  | Kitt Peak           | Spacewatch             |
| 181458 -          | 2006 TH44           | 12 octombrie 2006  | Kitt Peak           | Spacewatch             |
| 181459 -          | 2006 TM44           | 12 octombrie 2006  | Kitt Peak           | Spacewatch             |
| 181460 -          | 2006 TF49           | 12 octombrie 2006  | Palomar             | NEAT                   |
| 181461 -          | 2006 TZ49           | 12 octombrie 2006  | Palomar             | NEAT                   |
| 181462 -          | 2006 TW50           | 12 octombrie 2006  | Kitt Peak           | Spacewatch             |
| 181463 -          | 2006 TY51           | 12 octombrie 2006  | Kitt Peak           | Spacewatch             |
| 181464 -          | 2006 TL54           | 12 octombrie 2006  | Palomar             | NEAT                   |
| 181465 -          | 2006 TX54           | 12 octombrie 2006  | Palomar             | NEAT                   |
| 181466 -          | 2006 TU55           | 12 octombrie 2006  | Palomar             | NEAT                   |
| 181467 -          | 2006 TY55           | 12 octombrie 2006  | Palomar             | NEAT                   |
| 181468 -          | 2006 TN56           | 13 octombrie 2006  | Kitt Peak           | Spacewatch             |
| 181469 -          | 2006 TK63           | 10 octombrie 2006  | Palomar             | NEAT                   |
| 181470 -          | 2006 TY63           | 10 octombrie 2006  | Palomar             | NEAT                   |
| 181471 -          | 2006 TT67           | 11 octombrie 2006  | Palomar             | NEAT                   |
| 181472 -          | 2006 TQ71           | 11 octombrie 2006  | Palomar             | NEAT                   |
| 181473 -          | 2006 TW71           | 11 octombrie 2006  | Palomar             | NEAT                   |
| 181474 -          | 2006 TR75           | 11 octombrie 2006  | Palomar             | NEAT                   |
| 181475 -          | 2006 TL80           | 13 octombrie 2006  | Kitt Peak           | Spacewatch             |
| 181476 -          | 2006 TK84           | 13 octombrie 2006  | Kitt Peak           | Spacewatch             |
| 181477 -          | 2006 TN87           | 13 octombrie 2006  | Kitt Peak           | Spacewatch             |
| 181478 -          | 2006 TR88           | 13 octombrie 2006  | Kitt Peak           | Spacewatch             |
| 181479 -          | 2006 TL90           | 13 octombrie 2006  | Kitt Peak           | Spacewatch             |
| 181480 -          | 2006 TF92           | 13 octombrie 2006  | Kitt Peak           | Spacewatch             |
| 181481 -          | 2006 TR92           | 15 octombrie 2006  | Kitt Peak           | Spacewatch             |
| 181482 -          | 2006 TO93           | 15 octombrie 2006  | Kitt Peak           | Spacewatch             |
| 181483 Ampleforth | 2006 TA95           | 15 octombrie 2006  | Côtes de Meuse      | M. Dawson⁠(d)           |
| 181484 -          | 2006 TH96           | 12 octombrie 2006  | Palomar             | NEAT                   |
| 181485 -          | 2006 TT99           | 15 octombrie 2006  | Kitt Peak           | Spacewatch             |
| 181486 -          | 2006 TT101          | 15 octombrie 2006  | Kitt Peak           | Spacewatch             |
| 181487 -          | 2006 TA104          | 15 octombrie 2006  | Kitt Peak           | Spacewatch             |
| 181488 -          | 2006 TM104          | 15 octombrie 2006  | Kitt Peak           | Spacewatch             |
| 181489 -          | 2006 TV109          | 11 octombrie 2006  | Palomar             | NEAT                   |
| 181490 -          | 2006 TK110          | 13 octombrie 2006  | Kitt Peak           | Spacewatch             |
| 181491 -          | 2006 TR111          | 1 octombrie 2006   | Apache Point        | A. C. Becker⁠(d)        |
| 181492            | 2006 UU1            | 16 octombrie 2006  | Wrightwood          | J. W. Young⁠(d)         |
| 181493 -          | 2006 UJ3            | 16 octombrie 2006  | Kitt Peak           | Spacewatch             |
| 181494 -          | 2006 UJ4            | 16 octombrie 2006  | San Marcello⁠(d)     | San Marcello⁠(d)        |
| 181495 -          | 2006 UZ5            | 16 octombrie 2006  | Kitt Peak           | Spacewatch             |
| 181496 -          | 2006 UM7            | 16 octombrie 2006  | Catalina            | CSS                    |
| 181497 -          | 2006 UX8            | 16 octombrie 2006  | Catalina            | CSS                    |
| 181498 -          | 2006 UK11           | 17 octombrie 2006  | Mount Lemmon        | Mount Lemmon Survey⁠(d) |
| 181499 -          | 2006 UY11           | 17 octombrie 2006  | Mount Lemmon        | Mount Lemmon Survey    |
| 181500 -          | 2006 UJ14           | 17 octombrie 2006  | Mount Lemmon        | Mount Lemmon Survey    |